# Janetia nervicola
Janetia nervicola är en tvåvingeart som först beskrevs av Jean-Jacques Kieffer 1909.  Janetia nervicola ingår i släktet Janetia och familjen gallmyggor. Inga underarter finns listade i Catalogue of Life.